# 共刺激
共刺激（きょうしげき、英: co-stimulation）は、免疫細胞が、抗原提示細胞の存在下で免疫応答を活性化するために依存する二次シグナルである。T細胞では、その免疫応答を完全に活性化するために2つの刺激が必要である。リンパ球が活性化される際には、効果的な免疫応答を起こすためにしばしば共刺激が重要となる。それらの抗原受容体からの抗原特異的なシグナルに加えて共刺激が必要である。

## T細胞の共刺激
T細胞が完全に活性化するためには、2つのシグナルが必要である。抗原に特異的な第1のシグナルは、抗原提示細胞（APC）の膜上のペプチド-MHC分子と相互作用するT細胞受容体（TCR）を介して提供される。第2のシグナルである共刺激性シグナルは、抗原非特異的であり、APCの膜上に発現する共刺激分子とT細胞との相互作用によって提供される。
T細胞によって発現される共刺激分子の中で最も特徴的な共刺激分子の一つがCD28で、これはAPCの膜上のCD80（B7.1）およびCD86（B7.2）と相互作用する。T細胞によって発現されるもう一つの共刺激受容体はICOS（Inducible Costimulator、誘導性共刺激因子）で、これはICOS-Lと相互作用する。
T細胞の共刺激は、T細胞の増殖、分化、生存に必要である。共刺激のないT細胞の活性化は、T細胞アネルギー、T細胞の削除、または免疫寛容の発達につながる可能性がある。

## B細胞の共刺激
B細胞は、B細胞受容体（BCR）と抗原を結合し、BCRは細胞内シグナルをB細胞に伝達するとともに、B細胞が抗原を取り込み、処理し、MHC II分子に提示する。後者の場合、抗原特異的なTh2細胞またはTfh細胞による認識が誘導され、TCRがMHC-抗原複合体に結合することでB細胞が活性化される。その後、Th2細胞上でCD40L（CD154）が合成および提示され、B細胞のCD40と結合することで、Th2細胞がB細胞を共刺激することができる。この共刺激がなければ、B細胞はそれ以上増殖することができない。
B細胞への共刺激は、補体受容体によって代替される。微生物が補体系を直接活性化し、補体成分C3bが微生物に結合することもある。C3bがフラグメントiC3b（C3bの不活性誘導体）に分解された後、さらに切断されてC3dg、最後にC3dとなり、微生物の表面に結合し続けると、B細胞は補体受容体CR2（CD21）を発現し、iC3b、C3dg、C3dに結合する。この追加の結合により、B細胞の抗原に対する感度は100～10,000倍に高まる。成熟B細胞上のCR2は、CD19やCD81と複合体を形成する。この複合体は、抗原に対するこのような感度向上のために、B細胞補助受容体複合体と呼ばれている。

## 応用
アバタセプト（オレンシア）は、関節リウマチの治療薬として承認されたT細胞共刺激調節剤である。活性化したT細胞から分泌されるサイトカインは、関節リウマチに関連する免疫駆動炎症を開始し、伝播すると考えられている。オレンシアは、可溶性の融合タンパク質で、完全なT細胞活性化に必要な共刺激シグナルを変化させることで機能する。ベラタセプトは、腎移植で使用する拒絶反応抑制薬としてテストされている別の新規分子である。
新しい共刺激性スーパーアゴニスト薬であるTGN1412は、ロンドンのノースウィック・パーク病院で臨床試験の対象であった。この試験では、6人のボランティアが投与後数分で重症化したことで論争になった。
本質的に、共刺激分子は、T細胞と相互作用する「点滅する赤信号」として機能し、樹状細胞物質によって提示されている物質が危険を示すことを伝える。抗原を提示しながら共刺激分子を表示する樹状細胞は、T細胞を活性化することができる。 対照的に、共刺激分子を表示しない樹状細胞によって提示された抗原を認識したT細胞は、一般的にアポトーシスに誘導されたり、今後抗原に遭遇しても反応しなくなる可能性がある。